# إيرما ستيرن
إيرما ستيرن (بالإنجليزية: Irma Stern)‏ هي رسامة جنوب أفريقية، ولدت في 1894 في Schweizer-Reneke ‏ في جنوب أفريقيا، وتوفيت في 23 أغسطس 1966 في كيب تاون في جنوب أفريقيا.